# Koch-Säuren

Die einfachste Kochsäure Pivalinsäure

Mit Koch-Säuren werden tertiäre gesättigte Monocarbonsäuren bezeichnet; der einfachste Vertreter ist die Pivalinsäure (2,2-Dimethylpropansäure). Der Name wurde von der Herstellung durch die Koch’sche Carbonsäure-Synthese (Formylierung oder Carbonylierung) aus Olefinen, Kohlenstoffmonoxid und Wasser hergeleitet. Koch-Säuren sind im Vergleich zu primären oder sekundären Carbonsäuren sehr viel reaktionsträger, weil das Carbonsäure-Kohlenstoffatom sterisch gehindert ist. Dies führt zu einer Erschwerung der Veresterung, andererseits aber zu Estern, die thermostabil und weitgehend oxidationsresistent sind und sich unter normalen Reaktionsbedingungen nicht mehr durch Hydrolyse in Carbonsäure und Alkohol spalten lassen. Die Jahresproduktion der Koch-Säuren beträgt etwa 150.000 t.

## Darstellung
Ausgehend von einem verzweigten Alken wie etwa Isobuten (2-Methylpropen) wird dies unter Druck von 5·105 bis 107 Pa und bei Temperaturen zwischen 0 °C und 50 °C zunächst mit Kohlenstoffmonoxid umgesetzt. Als saurer Katalysator dient ein Gemisch aus Phosphorsäure (H3PO4) und Bortrifluorid (BF3). Nach der Hydrolyse entsteht die Carbonsäure und das Proton wird wieder vom sauren Katalysator aufgenommen.
Die Reaktionsbedingungen Druck und Temperatur bestimmen dabei wesentlich, welche Produkte entstehen.

### Hersteller von Koch-Säuren
Verschiedene Konzerne wie Shell, Exxon, DuPont und Kuhlmann stellen Koch-Säuren her und benennen die hergestellten Produkte nach einem eigenen Schema:
- Shell nennt seine Produkte Versatic-Säuren und benennt sie nach der Gesamtzahl der C-Atome, welche das Molekül enthält (Versatic 5 ist 2,2-Dimethylpropionsäure, Versatic 6 2,2-Dimethylbuttersäure usw.).
- Exxon stellt sogenannte Neosäuren her.
- Kuhlmann nannte die hauseigenen Koch-Säuren CeKanoic Säuren.

## Vertreter
Die Koch-Säuren unterscheiden sich lediglich in der Länge der Kohlenstoffkette und stellen damit eine homologe Reihe dar:
| Eigenschaften der einfachsten Koch-Säuren | Eigenschaften der einfachsten Koch-Säuren | Eigenschaften der einfachsten Koch-Säuren | Eigenschaften der einfachsten Koch-Säuren |
| ----------------------------------------- | ----------------------------------------- | ----------------------------------------- | ----------------------------------------- |
| Name                                      | Pivalinsäure                              | 2,2-Dimethylbuttersäure                   | 2,2-Dimethylvaleriansäure                 |
| Summenformel                              | C5H10O2                                   | C6H12O2                                   | C7H14O2                                   |
| Struktur                                  |                                           |                                           |                                           |
| IUPAC-Name                                | 2,2-Dimethylpropansäure                   | 2,2-Dimethylbutansäure                    | 2,2-Dimethylpentansäure                   |
| Schmelzpunkt                              | 33–35 °C                                  | −15…−13 °C                                |                                           |
| Siedepunkt                                | 163–164 °C                                | 186–187 °C                                | 199 °C                                    |

## Verwendung
Die Koch-Säuren selbst werden in Harzen und Lacken, als Peroxidkatalysatoren sowie zur Extraktion von Metallsalzen eingesetzt. Ester der Koch-Säuren besitzen durch ihre hohe Stabilität vielfältige Anwendungsmöglichkeiten: sie dienen als Komponenten für halb- oder vollsynthetische Öle und Schmiermittel, Vinylester als innere Weichmacher, Glycidylester werden zu Epoxidharzen weiterverarbeitet. Metallsalze von Koch-Säuren beschleunigen als Sikkative die Trocknung von technischen Produkten wie Farben und Lacken. Auch Textilhilfsmittel und Hitze- und Lichtstabilisatoren für PVC werden aus Koch-Säuren hergestellt.